# Dajr Abi Sa’id
Dajr Abi Sa’id (arab. دير ابي سعيد) – miasto w Jordanii, w muhafazie Irbid. W 2015 roku liczyło 29 590 mieszkańców.